# Jens-Martin Kruse
Jens-Martin Kruse (* 17. September 1969 in Buchholz in der Nordheide) ist ein deutscher evangelisch-lutherischer Geistlicher. Überregional bekannt wurde Kruse durch sein zehnjähriges Wirken als Pfarrer der evangelisch-lutherischen Christusgemeinde in Rom und seinen Einsatz für den ökumenischen theologischen Dialog. Seit dem 1. Februar 2018 ist er Hauptpastor der Hauptkirche St. Petri in Hamburg.

## Leben
Jens-Martin Kruse stammt aus einer Pastorenfamilie. Er ist ein Sohn des Pastors Wilfried Kruse, der von 1998 bis 2002 Hauptpastor an der Hauptkirche St. Petri in Hamburg war; der ehemalige Berliner Bischof Martin Kruse und der Kirchenmusiker Helmut Kruse sind seine Onkel. Er wuchs in seinem Geburtsort Buchholz und in Hamburg auf. Nach seinem Abitur 1989 und Zivildienst studierte Kruse von 1990 bis 1996 Evangelische Theologie an den Universitäten Hamburg und Wien. 1996 bestand er sein Erstes Theologisches Examen; 2000 wurde er in Hamburg mit einer reformationsgeschichtlichen Dissertation über Universitätstheologie und Kirchenreform. Die Anfänge der Reformation in Wittenberg 1516–1522 zum Dr. theol. promoviert. Nach seinem Vikariat in Reinbek und Zweitem Theologischen Examen wurde er am 24. März 2002 im Schleswiger Dom zum Pastor ordiniert. Es folgte ein Auslandsvikariat der EKD mit Vakanzvertretung bei der evangelisch-lutherischen Kirchengemeinde Rom 2002/2003 in der italienischen Hauptstadt Rom. Von 2002 bis 2008 war er Pastor der Kirchengemeinde Quickborn-Hasloh.
Vom 1. August 2008 bis 2017 wirkte Kruse als Pfarrer der evangelisch-lutherischen Kirchengemeinde Rom an der Christuskirche. Zu den Höhepunkten seiner Amtszeit zählten die Besuche der Kirche durch die Päpste Benedikt XVI. am 14. März 2010 und Franziskus am 15. November 2015 sowie das 200-jährige Jubiläum der Gemeinde im April 2017.
Am 27. September 2017 wählte ihn die Kirchenkreissynode des Kirchenkreises Hamburg-Ost im ersten Wahlgang als Nachfolger der verstorbenen Hauptpastorin Martina Severin-Kaiser zum neuen Hauptpastor der Petrikirche. Sein Dienst an St. Petri begann am 1. Februar 2018, seine festliche Einführung durch Pröpstin Ulrike Murmann fand am 22. April 2018 statt.
Kruse ist Ehrenritter des Johanniterordens und Mitglied der Luther-Gesellschaft, der Internationalen Dietrich-Bonhoeffer-Gesellschaft und des Freundeskreises des Melanchthon-Zentrums Rom.
Jens-Martin Kruse ist mit der Buchhändlerin Silke, geb. Graf verheiratet. Das Ehepaar hat drei Kinder.

## Auszeichnungen
- Bundesverdienstkreuz 1. Klasse (2016) – für das Wirken von Pfarrer Jens-Martin Kruse im Dienst der Ökumene[2]

## Publikationen
als Autor und Mitautor
- Ralf Busch, Jens-Martin Kruse: Die ehemalige Herzogliche Bibliothek, Otto I. und Philipp Melanchthon. Eine Ausstellung aus Anlass des Melanchthon-Jahres 1997. Redaktion: Kerstin Wittig (= Veröffentlichungen des Hamburger Museums für Archäologie und die Geschichte Harburgs, Helms-Museum. Nr. 77). Hamburger Museum für Archäologie und die Geschichte Harburgs (Helms-Museum), Hamburg 1997, ISBN 3-931429-04-0.
- Jens-Martin Kruse: Universitätstheologie und Kirchenreform. Die Anfänge der Reformation in Wittenberg 1516–1522 (= Veröffentlichungen des Instituts für Europäische Geschichte Mainz. Band 187). Von Zabern, Mainz 2002, ISBN 3-8053-2758-7 (Hochschulschrift; zugleich Dissertation Universität Hamburg 2000).

als Mitherausgeber
- Doris Esch, Harding Meyer, Wolfgang Thönissen u. a.: Ökumene in Rom. Erfahrungen, Begegnungen und Perspektiven der Evangelisch-Lutherischen Kirchengemeinde Rom. Unus fons, unus spiritus, una fides = Ecumenismo a Roma. Herausgegeben im Auftrag der Evangelisch-Lutherischen Kirchengemeinde Rom. Hrsg.: Jürgen Krüger, Jens-Martin Kruse. Arte Factum, Karlsruhe 2010, ISBN 978-3-938560-23-5 (deutsch, italienisch).